# لزبری
لزبری (به انگلیسی: Lesbury) یک روستا و محله مدنی در بریتانیا است که در نورث‌آمبرلند واقع شده‌است. لزبری ۱٬۰۰۷ نفر جمعیت دارد.